# Tdinjoarivo (Tsiroanomandidy)
Tdinjoarivo è una città e comune del Madagascar situata nel distretto di Tsiroanomandidy, regione di Bongolava. 
La popolazione del comune rilevata nel censimento 2001 era pari a 13 297 unità.